# Fussball Club Erzgebirge Aue 2000-2001
Questa voce raccoglie le informazioni riguardanti il Fussball Club Erzgebirge Aue nelle competizioni ufficiali della stagione 2000-2001.

## Stagione
Nella stagione 2000-2001 l'Erzgebirge Aue, allenato da Gerd Schädlich, concluse il campionato di Regionalliga nord al 7º posto. In Coppa di Germania l'Erzgebirge Aue fu eliminato al primo turno dall'Amburgo.

## Rosa
| N. |                                 | Ruolo | Calciatore      |
| -- | ------------------------------- | ----- | --------------- |
|    | Germania (bandiera)             | P     | Dirk Böhme      |
|    | Germania (bandiera)             | P     | Jörg Hahnel     |
|    | Germania (bandiera)             | P     | Maik Kischko    |
|    | Germania (bandiera)             | D     | Enrico Barth    |
|    | Rep. Ceca (bandiera)            | D     | Petr Grund      |
|    | Germania (bandiera)             | D     | Holger Hasse    |
|    | Bosnia ed Erzegovina (bandiera) | D     | Murat Jasarević |
|    | Germania (bandiera)             | D     | Roman Müller    |
|    | Rep. Ceca (bandiera)            | D     | Radek Sionko    |
|    | Germania (bandiera)             | D     | Udo Tautenhahn  |
|    | Croazia (bandiera)              | C     | Tonci Boban     |
|    | Germania (bandiera)             | C     | Thorsten Ernst  |

| N. |                               | Ruolo | Calciatore        |
| -- | ----------------------------- | ----- | ----------------- |
|    | Germania (bandiera)           | C     | Peter Heidler     |
|    | Germania (bandiera)           | C     | Matthias Heidrich |
|    | Germania (bandiera)           | C     | Maik Kunze        |
|    | Germania (bandiera)           | C     | Marco Kurth       |
|    | Germania (bandiera)           | C     | Michel Petrick    |
|    | Macedonia del Nord (bandiera) | C     | Borislav Tomoski  |
|    | Germania (bandiera)           | A     | Ronny Jank        |
|    | Germania (bandiera)           | A     | Jörg Kirsten      |
|    | Germania (bandiera)           | A     | Marian Pagels     |
|    | Serbia (bandiera)             | A     | Veselin Popović   |
|    | Germania (bandiera)           | A     | Marcel Salomo     |

## Organigramma societario
Area tecnica
- Allenatore: Gerd Schädlich
- Allenatore in seconda: Holger Erler
- Preparatore dei portieri:
- Preparatori atletici:
- Analisi video:

## Calciomercato

### Sessione estiva
| Acquisti | Acquisti        | Acquisti          | Acquisti |
| R.       | Nome            | da                | Modalità |
| -------- | --------------- | ----------------- | -------- |
| C        | Tonci Boban     | TeBe Berlino      |          |
| A        | Ronny Jank      | Zwickau           |          |
| D        | Murat Jasarević | Wuppertal         |          |
| P        | Maik Kischko    | Kickers Stoccarda |          |
| C        | Maik Kunze      | Lokomotive Lipsia |          |
| C        | Marco Kurth     | Lokomotive Lipsia |          |
| D        | Roman Müller    | Babelsberg        |          |
| A        | Veselin Popović | Dinamo Dresda     |          |
| A        | Marcel Salomo   | BFC Dynamo        |          |

| Cessioni | Cessioni      | Cessioni           | Cessioni |
| R.       | Nome          | a                  | Modalità |
| -------- | ------------- | ------------------ | -------- |
| P        | Sven Beuckert | Union Berlino      |          |
| A        | Harun Isa     | Union Berlino      |          |
| A        | Marek Nowacki | Siegen             |          |
| D        | Hagen Schmidt | Sachsen Lipsia     |          |
| C        | Falk Terjek   | Pirna-Copitz       |          |
| C        | Pavel Vašíček | Spolana Neratovice |          |

## Risultati

### Regionalliga nord

#### Girone di andata
| Arbitro: | Meiwes |

|                     |           |  |
| Kunze 18’ Hasse 56’ | Marcatori |  |

| Arbitro: | Aust |

|  |           |                      |
|  | Marcatori | 4’ Tomoski 53’ Kunze |

| Arbitro: | Rafati |

|           |           |  |
| Kurth 42’ | Marcatori |  |

| Arbitro: | Soltow |

|  |           |           |
|  | Marcatori | 36’ Kunze |

| Arbitro: | Strampe |

|  |           |             |
|  | Marcatori | 53’ Istenič |

| Arbitro: | Jansen |

|          |           |                         |
| Harf 90’ | Marcatori | 3’ Tautenhahn 86’ Boban |

| Arbitro: | Beitzel |

|          |           |  |
| Jank 56’ | Marcatori |  |

| Arbitro: | Kemmling |

|              |           |                         |
| Ernemann 22’ | Marcatori | 12’ Heidrich 51’ Salomo |

| Arbitro: | Hennecke |

|  |           |                                      |
|  | Marcatori | 5’ Katriniok 12’, 74’ Iyodo 83’ Bach |

| Arbitro: | Margenberg |

|                                            |           |             |
| Manai 4’ Rodrigues 13’ Weetendorf 44’, 90’ | Marcatori | 69’ Nowacki |

| Arbitro: | Frank |

|             |           |                                               |
| Nowacki 41’ | Marcatori | 40’ Benschneider 64’, 73’ Empere 81’ Taljević |

| Arbitro: | Gräfe |

|                                     |           |  |
| Lünsmann 10’ Dragusha 17’ Höche 36’ | Marcatori |  |

| 21 ottobre 2000 13ª giornata |  | – turno di riposo |  |  |

| Arbitro: | Häcker |

|                |           |             |
| Kunze 25’, 76’ | Marcatori | 60’ Schanda |

| Arbitro: | Hahne |

|                                |           |           |
| Ratajczak 59’ Kurth 88’ (aut.) | Marcatori | 38’ Kunze |

| Aue-Bad Schlema 10 novembre 2000, ore 19:00 CET 16ª giornata | Erzgebirge Aue | 0 – 0 referto | Preußen Münster | Erzgebirgsstadion (3 500 spett.)\| Arbitro: \| Melms \| |
| Arbitro:                                                     | Melms          |               |                 |                                                         |

| Arbitro: | Minskowski |

|                                                    |           |                |
| Putilo 5’ Marin 55’ (rig.) Kempers 61’ Miletic 73’ | Marcatori | 69’ Tautenhahn |

| Aue-Bad Schlema 25 novembre 2000, ore 14:00 CET 18ª giornata | Erzgebirge Aue  | 0 – 0 referto | Werder Brema II | Erzgebirgsstadion (2 000 spett.)\| Arbitro: \| Wegener-Gärtner \| |
| Arbitro:                                                     | Wegener-Gärtner |               |                 |                                                                   |

| Arbitro: | Soltow |

|           |           |             |
| Bugri 25’ | Marcatori | 75’ Heidler |

#### Girone di ritorno
| Arbitro: | Meiwes |

|                             |           |                       |
| Alhassan 11’ Ivanauskas 86’ | Marcatori | 55’ Popović 67’ Hasse |

| Arbitro: | Reimer |

|           |           |                     |
| Kunze 55’ | Marcatori | 52’ Milde 85’ Gleis |

| Arbitro: | Jung |

|                           |           |  |
| Grund 27’ (aut.) Wolf 47’ | Marcatori |  |

| Arbitro: | Marks |

|                       |           |             |
| Kirsten 36’ Kurth 67’ | Marcatori | 64’ Schmidt |

| Arbitro: | Hahne |

|             |           |  |
| Istenič 74’ | Marcatori |  |

| Arbitro: | Gräfe |

|             |           |            |
| Kirsten 14’ | Marcatori | 33’ Turgut |

| Arbitro: | Melms |

|           |           |                        |
| Baich 53’ | Marcatori | 24’ Sionko 27’ Popović |

| Arbitro: | Stachowiak |

|  |           |                      |
|  | Marcatori | 74’ Teixeira 81’ Isa |

| Arbitro: | Hielscher |

|                                     |           |                 |
| Lintjens 29’ Kempkens 45’ Adamu 83’ | Marcatori | 6’, 13’ Popović |

| Arbitro: | Perschke |

|             |           |  |
| Tomoski 70’ | Marcatori |  |

| Arbitro: | Melms |

|  |           |                |
|  | Marcatori | 21’ Tautenhahn |

| Arbitro: | Weber |

|                     |           |  |
| Kunze 32’ Grund 82’ | Marcatori |  |

| 21 aprile 2001 32ª giornata |  | – turno di riposo |  |  |

| Arbitro: | Weiner |

|               |           |                      |
| Schuchardt 8’ | Marcatori | 29’ Kunze 68’ Salomo |

| Arbitro: | Scheppe |

|             |           |             |
| Kirsten 78’ | Marcatori | 39’ Küntzel |

| Arbitro: | Margenberg |

|                         |           |  |
| Hozjak 18’ Castilla 89’ | Marcatori |  |

| Arbitro: | Frank |

|                        |           |  |
| Müller 42’ Tomoski 90’ | Marcatori |  |

| Arbitro: | Grabanowski |

|                        |           |  |
| Rolfes 68’ Schröer 78’ | Marcatori |  |

| Arbitro: | Otte |

|                       |           |           |
| Kirsten 12’ Boban 24’ | Marcatori | 76’ Sahin |

### Coppa di Germania
| Arbitro: | Fleischer |

|  |           |                                       |
|  | Marcatori | 30’ Ketelaer 53’ Mahdavikia 88’ Heinz |

## Statistiche

### Statistiche di squadra
| Competizione      | Punti | In casa | In casa | In casa | In casa | In casa | In casa | In trasferta | In trasferta | In trasferta | In trasferta | In trasferta | In trasferta | Totale | Totale | Totale | Totale | Totale | Totale | DR  |
| Competizione      | Punti | G       | V       | N       | P       | Gf      | Gs      | G            | V            | N            | P            | Gf           | Gs           | G      | V      | N      | P      | Gf     | Gs     | DR  |
| ----------------- | ----- | ------- | ------- | ------- | ------- | ------- | ------- | ------------ | ------------ | ------------ | ------------ | ------------ | ------------ | ------ | ------ | ------ | ------ | ------ | ------ | --- |
| Regionalliga nord | 54    | 18      | 9       | 4       | 5       | 19      | 18      | 18           | 7            | 2            | 9            | 20           | 30           | 36     | 16     | 6      | 14     | 39     | 48     | -9  |
| Coppa di Germania | -     | 1       | 0       | 0       | 1       | 0       | 3       | 0            | 0            | 0            | 0            | 0            | 0            | 1      | 0      | 0      | 1      | 0      | 3      | -3  |
| Totale            | 54    | 19      | 9       | 4       | 6       | 19      | 21      | 18           | 7            | 2            | 9            | 20           | 30           | 37     | 16     | 6      | 15     | 39     | 51     | -12 |

### Andamento in campionato
| Giornata  | 1 | 2 | 3 | 4 | 5 | 6 | 7 | 8 | 9 | 10 | 11 | 12 | 13 | 14 | 15 | 16 | 17 | 18 | 19 | 20 | 21 | 22 | 23 | 24 | 25 | 26 | 27 | 28 | 29 | 30 | 31 | 32 | 33 | 34 | 35 | 36 | 37 | 38 |
| --------- | - | - | - | - | - | - | - | - | - | -- | -- | -- | -- | -- | -- | -- | -- | -- | -- | -- | -- | -- | -- | -- | -- | -- | -- | -- | -- | -- | -- | -- | -- | -- | -- | -- | -- | -- |
| Luogo     | C | T | C | T | C | T | C | T | C | T  | C  | T  |    | C  | T  | C  | T  | C  | T  | T  | C  | T  | C  | T  | C  | T  | C  | T  | C  | T  | C  |    | T  | C  | T  | C  | T  | C  |
| Risultato | V | V | V | V | P | V | V | V | P | P  | P  | P  |    | V  | P  | N  | P  | N  | N  | N  | P  | P  | V  | P  | N  | V  | P  | P  | V  | V  | V  |    | V  | N  | P  | V  | P  | V  |
| Posizione | 2 | 1 | 1 | 1 | 1 | 1 | 1 | 1 | 1 | 1  | 1  | 5  | 7  | 5  | 6  | 6  | 7  | 7  | 8  | 9  | 11 | 11 | 10 | 11 | 11 | 8  | 11 | 12 | 9  | 8  | 8  | 9  | 7  | 7  | 8  | 7  | 7  | 7  |

Legenda:

Luogo: C = Casa; T = Trasferta. Risultato: V = Vittoria; N = Pareggio; P = Sconfitta.

### Statistiche dei giocatori
| Giocatore     | Regionalliga nord | Regionalliga nord | Regionalliga nord | Regionalliga nord | Coppa di Germania | Coppa di Germania | Coppa di Germania | Coppa di Germania | Totale   | Totale | Totale      | Totale     |
| Giocatore     | Presenze          | Reti              | Ammonizioni       | Espulsioni        | Presenze          | Reti              | Ammonizioni       | Espulsioni        | Presenze | Reti   | Ammonizioni | Espulsioni |
| ------------- | ----------------- | ----------------- | ----------------- | ----------------- | ----------------- | ----------------- | ----------------- | ----------------- | -------- | ------ | ----------- | ---------- |
| E. Barth      | 1                 | 0                 | 0                 | 1                 | 0                 | 0                 | 0                 | 0                 | 1        | 0      | 0           | 1          |
| T. Boban      | 25                | 2                 | 9                 | 0                 | 0                 | 0                 | 0                 | 0                 | 25       | 2      | 9           | 0          |
| D. Böhme      | 16                | 0                 | 1                 | 2                 | 0                 | 0                 | 0                 | 0                 | 16       | 0      | 1           | 2          |
| T. Ernst      | 3                 | 0                 | 0                 | 0                 | 0                 | 0                 | 0                 | 0                 | 3        | 0      | 0           | 0          |
| P. Grund      | 30                | 1                 | 6                 | 1                 | 1                 | 0                 | 0                 | 0                 | 31       | 1      | 6           | 1          |
| J. Hahnel     | 1                 | 0                 | 0                 | 0                 | 0                 | 0                 | 0                 | 0                 | 1        | 0      | 0           | 0          |
| H. Hasse      | 26                | 2                 | 8                 | 1                 | 1                 | 0                 | 0                 | 0                 | 27       | 2      | 8           | 1          |
| P. Heidler    | 17                | 1                 | 2                 | 0                 | 1                 | 0                 | 0                 | 0                 | 18       | 1      | 2           | 0          |
| M. Heidrich   | 25                | 1                 | 7                 | 1                 | 1                 | 0                 | 0                 | 0                 | 26       | 1      | 7           | 1          |
| R. Jank       | 25                | 1                 | 5                 | 0                 | 1                 | 0                 | 0                 | 0                 | 26       | 1      | 5           | 0          |
| M. Jasarević  | 16                | 0                 | 5                 | 0                 | 0                 | 0                 | 0                 | 0                 | 16       | 0      | 5           | 0          |
| J. Kirsten    | 25                | 4                 | 4                 | 0                 | 0                 | 0                 | 0                 | 0                 | 25       | 4      | 4           | 0          |
| M. Kischko    | 20                | 0                 | 1                 | 0                 | 1                 | 0                 | 0                 | 0                 | 21       | 0      | 1           | 0          |
| M. Kunze      | 32                | 9                 | 4                 | 0                 | 1                 | 0                 | 0                 | 0                 | 33       | 9      | 4           | 0          |
| M. Kurth      | 30                | 2                 | 4                 | 0                 | 1                 | 0                 | 0                 | 0                 | 31       | 2      | 4           | 0          |
| R. Müller     | 28                | 1                 | 11                | 1                 | 1                 | 0                 | 0                 | 0                 | 29       | 1      | 11          | 1          |
| M. Nowacki    | 6                 | 2                 | 0                 | 0                 | 0                 | 0                 | 0                 | 0                 | 6        | 2      | 0           | 0          |
| M. Pagels     | 30                | 0                 | 4                 | 0                 | 1                 | 0                 | 0                 | 0                 | 31       | 0      | 4           | 0          |
| M. Petrick    | 4                 | 0                 | 0                 | 0                 | 0                 | 0                 | 0                 | 0                 | 4        | 0      | 0           | 0          |
| V. Popović    | 14                | 4                 | 1                 | 1                 | 0                 | 0                 | 0                 | 0                 | 14       | 4      | 1           | 1          |
| M. Salomo     | 23                | 2                 | 5                 | 0                 | 1                 | 0                 | 0                 | 0                 | 24       | 2      | 5           | 0          |
| R. Sionko     | 28                | 1                 | 7                 | 0                 | 1                 | 0                 | 0                 | 0                 | 29       | 1      | 7           | 0          |
| U. Tautenhahn | 33                | 3                 | 15                | 2                 | 0                 | 0                 | 0                 | 0                 | 33       | 3      | 15          | 2          |
| B. Tomoski    | 32                | 3                 | 1                 | 0                 | 1                 | 0                 | 0                 | 0                 | 33       | 3      | 1           | 0          |